# ブルース形式
ブルース形式（ブルースけいしき）とはブルースで用いられる楽式である。コードの変化（進行）と密接な関わりがあり、ブルース進行、ブルース・コードと称されることも多い。12バー・ブルースという呼び方もある。

## 概要：形式
12小節からなり、おおむね次のようなコード進行で構成される。時代が進むに連れてコード進行は変化していく。
代表的なブルース形式の例
C Majorのキーで記す。
| C7 | C7  | C7 | C7 |
| F7 | F7  | C7 | C7 |
| G7 | G7※ | C7 | C7 |

※ F7 が使われることもある。
| Gm7 | C7 |

| Em7 | A7 |

| C7 | Am7 |

| D7 | G7 |

| Gm7 | C7 |

| Em7♭5 | A7♭9 |

| C7 | Am7 |

| D7 | G7 |

| F7 | F#dim7 |

| Gm7 | C7 |

| Em7♭5 | A7♭9 |

| C7 | A7 |

| D7 | G7 |

以上は代表的な例であり、さまざまにリハーモナイズされるので、すべての例をあげることはできない。
- 黒人が詠む3行詩にコードで伴奏を付けたのが由来とされる。
- 1コーラスは4小節毎に3つに分けることができる。

A（12小節） = a（4小節） + a'（4小節） + b（4小節）
- 歌詞は4小節内に一行、1コーラスで3行詞となる。

a = 一行詞
a' = aの繰り返し
b = 結尾
- コード進行も4小節毎の3部構成に分けられる。

a = 主和音を強調
a' = 下属和音から主和音へ解決
b = 属和音から主和音へ解決
ごく基本的な3つの和音で構成されていることから演奏者はブルースを「スリーコード」と呼ぶことがある。

## ブルース進行楽曲の例
- チャック・ベリー、Johnny B. Goode
- Carl Perkins、Blue Suede Shoes
- Ma Rainey、See See Rider Blues
- Big Joe Turner、Corrine, Corrina
- レイ・チャールズ、 "What'd I Say" (1959)
- The Andrews Sisters、"Boogie Woogie Bugle Boy" (1941)
- ビル・ヘイリー & His Comets 、"Rock Around the Clock" (1954)(1955)
- マディ・ウォーターズ、 "Train Fare Blues" (1948)
- ハウリン・ウルフ、 "Evil" (1954)
- ビッグ・ジョー・ターナー、 "Shake, Rattle and Roll" (1954)
- リトル・リチャード、"Tutti Frutti" (1955)、"Long Tall Sally" (1956)
- エルヴィス・プレスリー、"Hound Dog" (1956)
- ナッピー・ブラウン、 "Night Time is the Right Time" (1957)
- ヘンリー・マンシーニ、"Baby Elephant Walk" (1961)
- サム・ザ・シャム&ザ・ファラオズ、ウーリー・ブ－リー
- レインボーズ、バラバラ
- ビートルズ、 "キャント・バイ・ミー・ラブ"、"ジョンとヨーコのバラード"ほか計27曲
- The Surfaris、 "Wipeout (instrumental)" (1963)
- ジェームス・ブラウン,Night Train (1966)
- James Brown,I Got You (I Feel Good)(1965)
- ジーン・ヴィンセント, "Be-Bop-A-Lula"(1956)
- ZZ トップ,"Tush"(1975)
- プリンス,"Kiss"(1986)
- Georgia Satellites、"Keep Your Hands to Yourself"(1986)
- Stevie Ray Vaughan、"Pride and Joy"
- ニール・ヘフティ、"バットマン"
- KC and the Sunshine Band,"Boogie Shoes" (1975)